# 361-й зенітний артилерійський полк (СРСР)
361-й зені́тно-артилері́йський полк ППО — радянське військове формування в часи Другої Світової війни.
Полк був сформований в жовтні-листопаді 1942 року. 22 листопада виїхав в розпорядження Уральського військового округу у складі 480 жінок та дівчат добровольців Удмуртії для охорони стратегічно важливих об'єктів в містах Свердловськ та Магнітогорськ. Паралельно з несенням караульної служби особовий склад полку займався бойовою підготовкою. 2 березня 1943 року полк поступив в розпорядження 14-ї армії Карельського фронту. 1-й, 2-й та 3-й дивізіони переправились на західний берег Кольської затоки, 4-й дивізіон в жовтні 1943 року зосередився в районі міста Мончегорськ та увійшов в оперативне підпорядкування командування 426-о відділення зенітно-артилерійського дивізіону. Хоча результати дій військ ППО оцінювались за кількістю збережених від руйнування міст та населених пунктів, промислових підприємств, за забезпеченістю безперебійної роботи комунікацій фронту та тилу, зенітники намагались відкрити і бойовий рахунок збитих літаків противника. 5 травня 1943 року 6-а батарея 2-о дивізіону збила перший ворожий винищувач Ме-109. Всього за період бойових дій зенітники та зенітниці полку збили 11 ворожих літаків. Багато зенітниць нагороджені орденами та медалями. Сержант Н. М. Титова, командир далекомірного відділення, була нагороджена орденом Червоної Зірки, 20 дівчат — медаллю «За бойові заслуги», понад 60 — знаком «Відмінник ППО», 10 — «Відмінний артилерист», 5 — «Відмінний кухар» та 3 — «Відмінник санітарної служби». Повернувшись додому, продовжували працювати. Н. П. Чувашова стала відомою дояркою республіки, Героєм Соціалістичної Праці, Т. І. Тепляшина — відомим фіно-угрознавцем, кандидатом філологічних наук, працювала в Інституті мовознавства АН СРСР.